# 滝原俊彦
滝原 俊彦（たきはら としひこ、1927年10月20日 - 1991年3月28日）は、日本の教育学者、帝京大学教授。教科書問題の研究者。

## 略歴
東京都生まれ。旧制東京府立第九中学校、旧制東京高等学校を経て、旧制東京帝国大学工学部入学。
1952年、新制東京大学工学部石油学科卒業。
東京都立教育研究所などを経て、帝京大学文学部教育学科助教授。
1991年、帝京大学教授在任中、心不全で死去。

## 人物・エピソード
内閣総理大臣岸信介、哲学者高山岩男らと研究会を共にするなどした。
岸信介が会長を務めた協和協会の機関誌『提言』や、雑誌『自由』、『月曜評論』などにおいて、積極的な論陣を張った。
著書『疑問だらけの中学教科書』の表紙カヴァーや帯には、竹村健一、文教大学学長小尾乕雄（当時）、成蹊大学学長朝倉孝吉（当時）の推薦文が並ぶ。

## 主な著書

### 単著
- 日教組に子供をまかせられるか、日本工業新聞社、1981年、ISBN 4819108387[7]
- 現代の迷信と常識 : 判断の公理、日本教育新聞社出版局、1987年、ISBN 4930821789[8]

### 共著
- 疑問だらけの中学教科書（森本真章との共著：監修・福田信之）、ライフ社、1981年、ISBN 4897300045[9]